# منظمة زاغروس الوطنية الكردية
منظمة زاغروس الوطنية الكردية هي منظمة كردية أسسها عدد من الشباب الٲکراد في 12 مايو 2024 المنظمة تعنى بالحفاظ على التاريخ الکرد

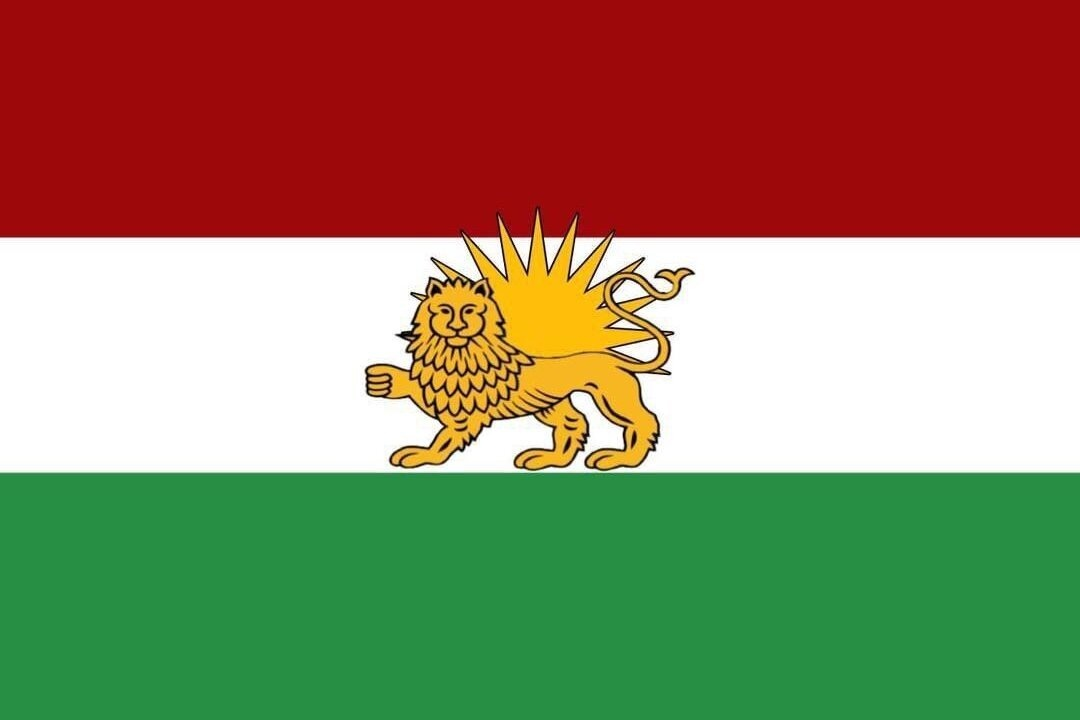
العلم منظمة زاغروس الوطنية الكردية

## تاريخ
من 12 مايو 2024 ٲو 12 جوزردان 2724 السنة الكردية حتى 20 يونيو 2024 بالسبب ترك رئىس المنظمة 

## عدد أعضاء المنظمة
غیر معروف